# Cochlostoma hoyeri
Cochlostoma hoyeri is een slakkensoort uit de familie van de Megalomastomatidae. De wetenschappelijke naam van de soort is voor het eerst geldig gepubliceerd in 1922 door Polinski.